# Pedro de Cosme de Médici
Pedro de Cosme de Médici (em italiano:  Piero di Cosimo de' Medici; 1416–1469), dito o Gotoso (il Gottoso), foi o governante de facto de Florença entre 1464 e 1469, durante o Renascimento. Foi o pai de Lourenço, o Magnífico e de Juliano de Médici.

## História
Pedro nasceu em Florença, filho de Cosme, o Velho, e Contessina de' Bardi. Em 1444, Pedro casou-se com a culta Lucrécia Tornabuoni (1427–1482), da antiga nobreza florentina. Enquanto seu pai estava vivo, Pedro teve um papel muito pequeno na política florentina, principalmente por causa de seus constantes problemas de saúde, a origem de seu epíteto "gotoso", que significa "doente de gota". Seu irmão, João, foi nomeado executor de Cosme, mas morreu antes do pai. Em 1461, Pedro foi o último Médici eleito para o prestigiado cargo de Gonfaloniere.
Ao tomar posse do Banco Médici, da família, Pedro ordenou que lhe fosse apresentada uma visão geral do negócio, uma apresentação cujo resultado foi a cobrança de vários empréstimos de longo prazo a vários aliados dos Médici que seu pai havia deixado passar. Diversos deles foram levados à bancarrota e se juntaram aos já numerosos inimigos da família.
Seu período como governante de Florença foi marcado por uma tentativa de golpe liderada por Luca Pitti, Niccolò Soderini, Diotisalvi Neroni, Angelo Acciaiuoli e seu primo Pierfrancesco de Médici, que utilizaram tropas providenciadas por Borso d'Este, o duque de Módena e Reggio, sob o comando do irmão dele, Hércules I d'Este, planejado para 26 de agosto de 1466. Pedro foi alertado por João II Bentívolo e conseguiu escapar, parcialmente por que seu filho Lourenço descobriu uma emboscada preparada pelos conspiradores para capturar Pedro em sua viagem para a villa dos Médici em Careggi. Ele não foi reconhecido e conseguiu avisar o pai. O golpe falhou assim como falhou também uma nova tentativa apoiada por Veneza utilizando tropas comandadas por Bartolomeo Colleoni. 
Em 1467, Pedro teve que enfrentar a guerra contra a República de Veneza por causa do apoio florentino a Galeazzo Maria Sforza, o novo duque de Milão. Porém, o exército veneziano, liderado por Colleoni, foi derrotado na Batalha de Molinella por uma aliança entre Florença, Nápoles, os Estados Papais e o Ducado de Milão.
Apesar de não ser um banqueiro tão brilhante quanto seu pai, Pedro conseguiu manter os negócios em ordem enquanto esteve no comando.
Pedro morreu em 1469 por conta da gota e de uma doença pulmonar não identificada e está enterrado na Basilica di San Lorenzo, em Florença, ao lado do irmão João. O túmulo, de Andrea del Verrocchio, foi encomendado por seus filhos Lourenço e Juliano.

### Casamento e descendência
Em 3 de junho de 1444, Pedro casou-se com Lucrécia Tornabuoni (1427–1482). Os seus filhos incluem: Lourenço, o Magnífico e Juliano de Médici. Existe a possibilidade de toda a família aparecer retratada no famoso quadro de Botticelli conhecido como Madona do Magnificat, no qual Lucrécia Tornabuoni aparece como a Virgem Maria. No total, Lucrécia deu à luz cinco filhos:
Bianca (1445-1505) - casou-se com Guglielmo Pazzi
Lucrécia "Nannina" (1448-1493) 
Lourenço, o Magnífico (1449-1492)
Juliano (1453-1478)
Maria (1455-1479) - casou-se com Leonetto Rossi

### Arte
Pedro continuou a tradição familiar de patrocínio às artes, incluindo o afresco de Gozzoli na Capela dos Magos do Palazzo Medici Riccardi, "Procissão dos Magos" (no qual estão representados seus dois filhos, Lourenço e Juliano, além do próprio Pedro). Seu gosto era mais eclético que o de seu pai e abrangia obras flamengas e neerlandesas.
Ele também continuou a colecionar livros raros, acrescentando muitos exemplares às coleções dos Médici.

## Galeria

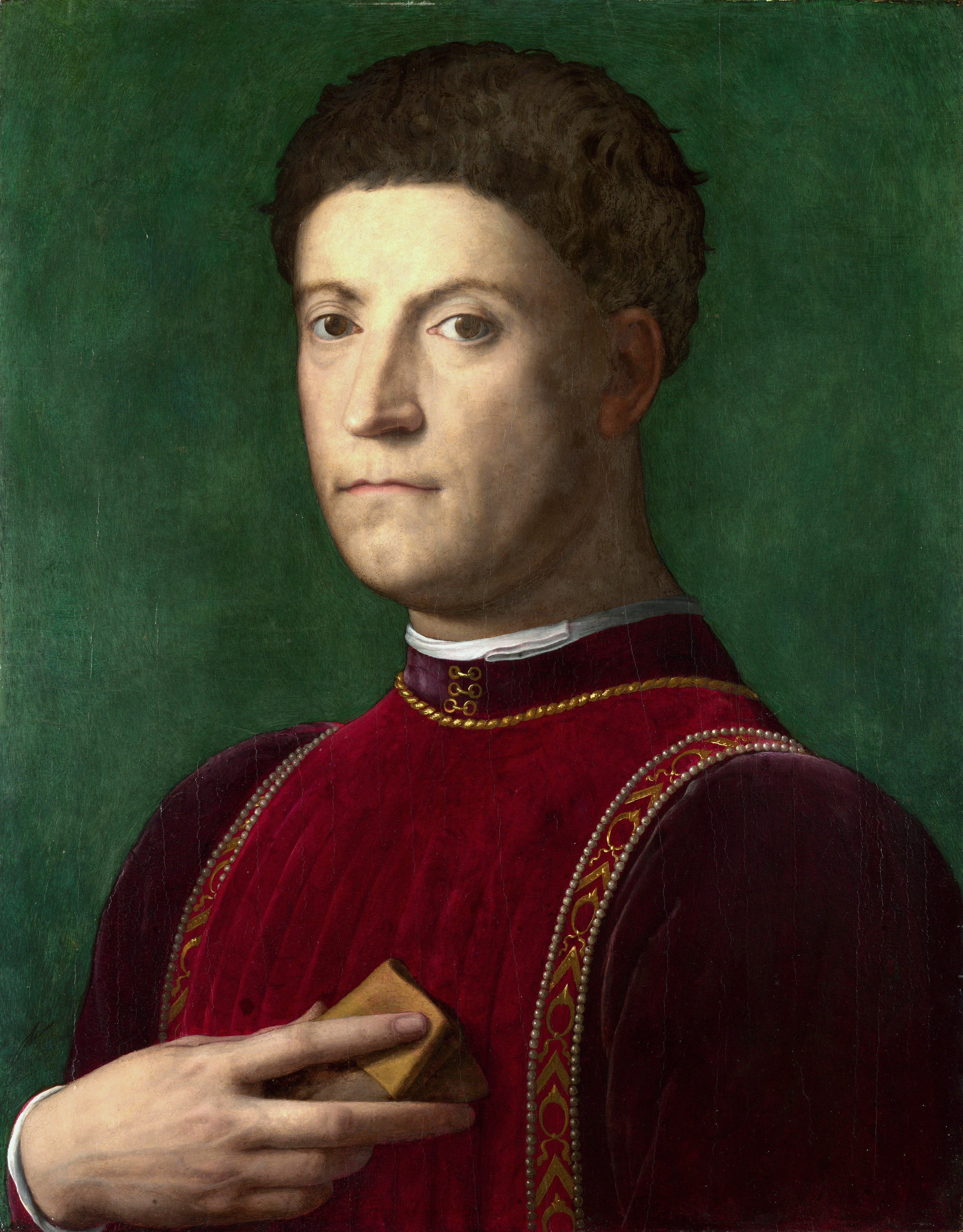
Retrato de Pedro por Bronzino, na National Gallery de Londres
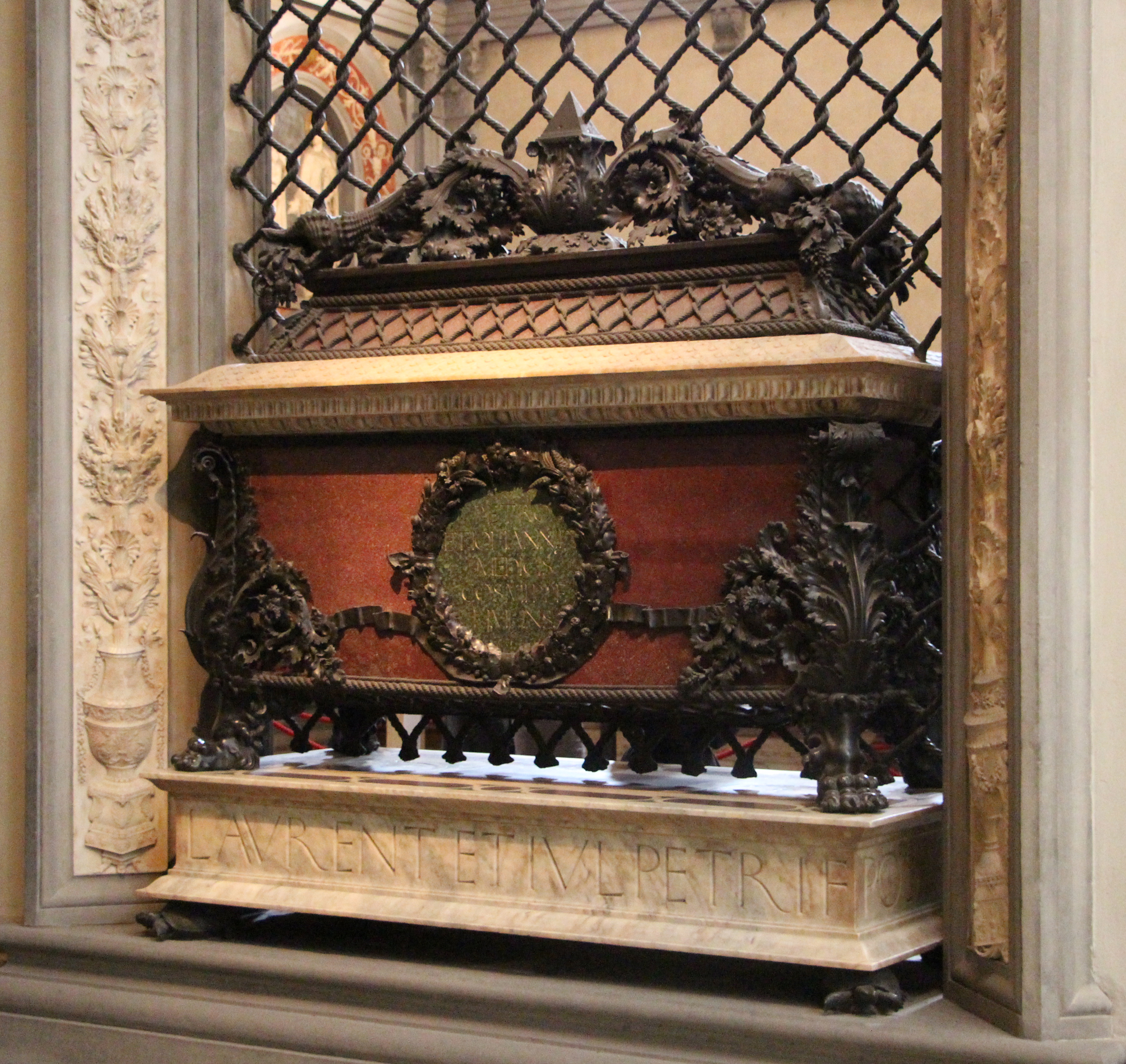
Túmulo de Pedro na Basilica di San Lorenzo, em Florença, de Andrea del Verrocchio
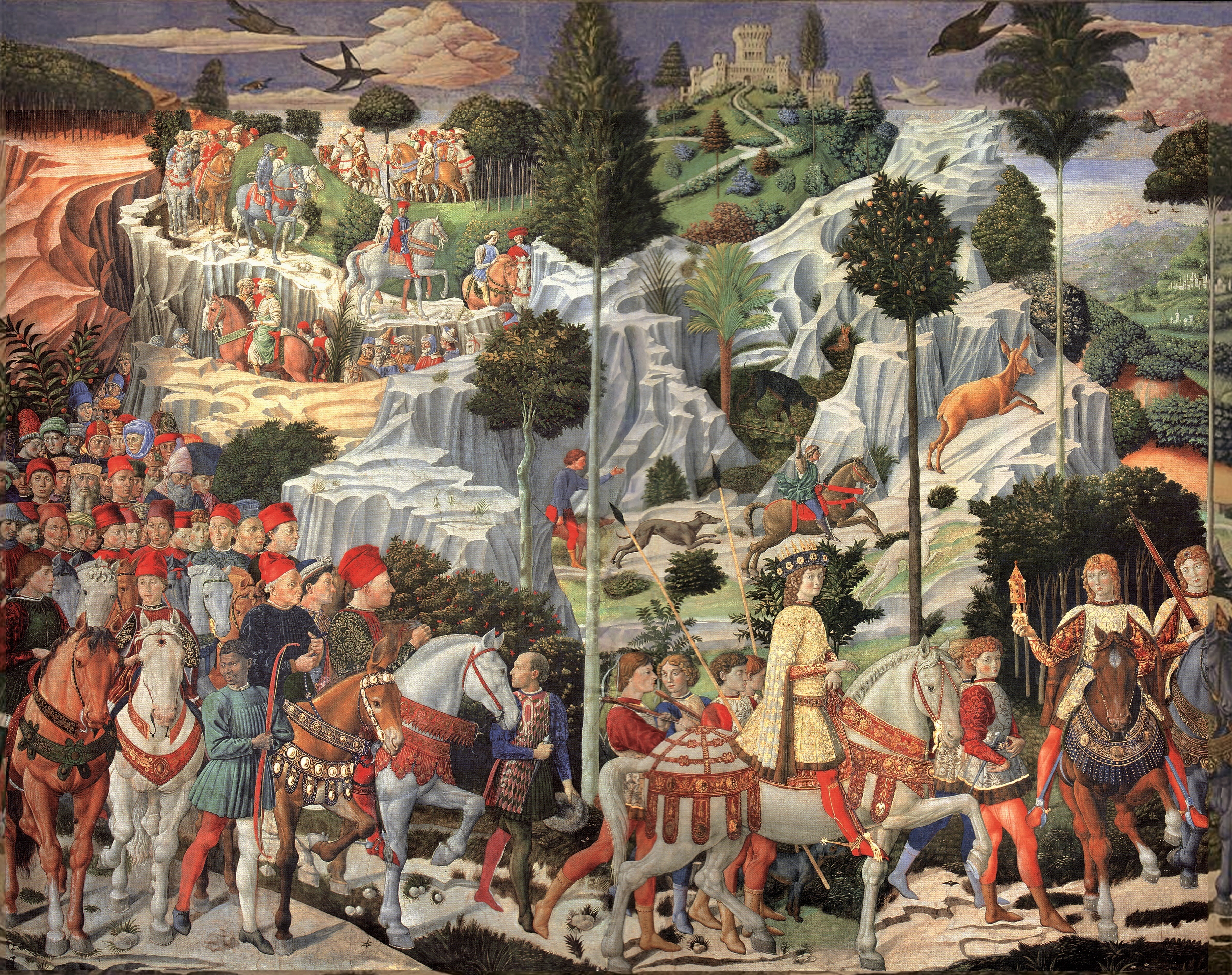
"Procissão dos Magos", de Benozzo Gozzoli, no Palazzo Medici Riccardi, no qual aparecem Pedro e seus filhos Lourenço e Juliano.
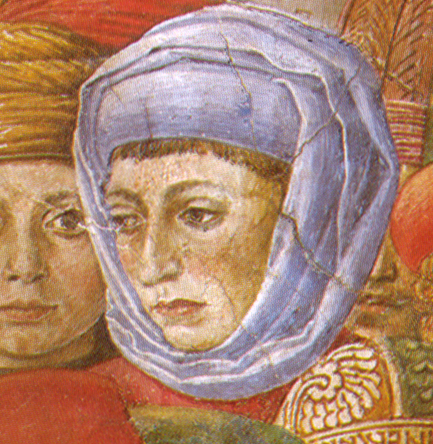
Detalhe da "Procissão" mostrando Contessina de' Bardi, mãe de Pedro.